# Ted52/Sandbox/Kriegsverbrechen der Volksbefreiungsarmee im Zweiten Weltkrieg
Kriegsverbrechen der Volksbefreiungsarmee im Zweiten Weltkrieg umfassen alle Kriegsverbrechen, insbesondere gegen die Zivilbevölkerung, der jugoslawischen Volksbefreiungsarmee (bis 1942: Partisanenbewegung) zwischen 1941 und 1945.